# شهرستان گینس (تگزاس)
شهرستان گینس، تگزاس (به انگلیسی: Gaines County, Texas) یک سکونتگاه مسکونی در ایالات متحده آمریکا است که در تگزاس واقع شده‌است.

## خصوصیات
شهرستان گینس ۳٬۸۹۲٫۷۷ کیلومترمربع مساحت دارد.